# 성기문
성기문(成箕汶, 1953년 ~)은 제45대 춘천지방법원 법원장을 역임하고 원로법관으로 정년 퇴임한 대한민국의 법조인이다.

## 생애
1953년 충청남도 당진시에서 태어난 성기문은 대전고등학교와 서울대학교 법학과를 졸업하고 1981년 제23회 사법시험 합격했다. 제14기 사법연수원과 군 법무관을 마치고 1985년 3월 서울민사지방법원 판사에 임용되어 서울지방법원 동부지원, 서울지방법원 남부지원, 광주지방법원에서 판사를 하다가 2002년 서울중앙지방법원 동부지원 부장판사로 승진하여 2006년 부산고등법원, 2008년 특허법원, 2009년 서울고등법원으로 전보되어 재직하였다. 특허법원에서 재직할 때는 수석부장판사를 하였다.
서울중앙지방법원에서 재직할 때 언론전담 재판장과 언론중재위원회 중재부장을 했다. 서울고등법원에서 재직할 때는 의료전담부 재판장으로서 10년 이상 재판 기간이 이어졌던 담배 소송에서 흡연과 폐암 발생 사이의 인과관계를 인정하는 판결을 했으며, 부패전담 형사재판장으로 있을 때 대통령 친인척 사건 등 권력형 비리사건에 대한 재판을 했다.
서울변호사회에 의해 2010년 우수법관에 포함되었던 성기문은 2014년 2월에 법원장으로 승진하면서 "따뜻함이 녹아있는 법원을 만들겠다"며 제45대 춘천지방법원 법원장에 취임하면서 제43대 강원도선거관리위원회 위원장을 겸직하였다. 2년간 법원장으로 재직하다가 평생 법관제 도입의 취지에 따라 서울고등법원 부장판사로서 재판 현업에 복귀하였다.
춘천지방법원에서 법원장으로 재직하면서 청선문화예술원(이사장:최계선)이 주최하고 춘천글소리낭송회(회장:김금분)가 주관하는 `낭송회·춘천글소리'에서 춘천 지역의 아름다움을 표현한 시 `의암호의 낙조' `춘천교향악'으로 낭송회 데뷔 무대를 했다.
서울고등법원 부장판사로 있던 2017년 1월 31일에 있었던 법원 정기 인사에서 원로법관이 도입되면서  서울중앙지방법원 부장판사로 전보되었으며 원로법관으로 재직하다 2019년 1월 30일 서울중앙지방법원에서 35년 법관을 마무리하는 정년 퇴임식을 하고 법관 생활을 마치면서 “국민들이 어떤 사법부를 진정으로 원하는지 깊은 관심을 가져야 하는데 지금은 판사들의 의견만 반영하고 있는 거 아닌가 싶다"며 "자칫 잘못하면 판사들만 편한 제도가 마련될 수도 있다”고 우려했다.